# Хайнрих IX (Шварцбург)
Вижте пояснителната страница за други личности с името Хайнрих IX.
Хайнрих IX фон Шварцбург (на немски: Heinrich IX von Schwarzburg; * ок. 1300; † сл. 11 юни 1358/1360) е от 1308 г. граф на Шварцбург.
Той е най-възрастният син на граф Гюнтер XII фон Шварцбург († 24 октомври 1308) и съпругата му Мехилтд фон Кефернбург († ок. 1334), дъщеря на граф Гюнтер VI фон Шварцбург-Кефернбург († 1293) и София Даниловна Галицкая фон Лухов († сл. 1288). Брат му Гюнтер XVIII († ок. 1348) е граф на Шварцбург-Вахсенбург.

## Фамилия
Хайнрих IX се жени 1315/1320 г. за Хелена фон Шаумбург-Холщайн-Пинеберг († 1341), дъщеря на граф Адолф VI фон Шаумбург и Холщайн-Пинеберг († 1315) и принцеса Хелена фон Саксония-Лауенбург († 1337), дъщеря на херцог Йохан I фон Саксония-Лауенбург († 1286). Те имат децата:
- Герхард I († 1400), епископ на Наумбург (1366 – 1372), и на Вюрцбург (1372 – 1400)
- Гюнтер XXII († 1362), граф на Шварцбург, женен ок. 12 август 1371 г. за Аделхайд фон Анхалт
- Гюнтер XXIII фон Шварцбург († 1365), каноник в Рендсбург и Мерзебург
- Хайнрих († 1371), каноник в Ратисбон
- Гюнтер XXVII († 1397), граф на Шварцбург, (1382 – 1297), женен за Анна фон Фалкенщайн († сл. 1420)
- Матилда († 1383), абатиса на манастир Илм
- Хелена († сл. 1363), омъжена I. сл. 1 декември 1358 г. за граф Албрехт I фон Мансфелд († 1361/1362), II. сл. 6 април 1362 г. за Гебхард IV фон Кверфурт-Наумбург († 1383)
- София († 1359/1394), омъжена I. за Майнхер V бургграф на Майсен († ок. 1388), II. за граф Хайнрих XIII фон Шварцбург-Бланкенбург (1339 – 1357), син на крал Гюнтер фон Шварцбург-Бланкенбург († 1349).

- Маргарета († 1382), приорес в манастира в Илм
- Адолф († сл. 1354)

Хайнрих IX се жени втори път сл. 27 януари 1346 г. за Хелена фон Нюрнберг († пр. 1374), вдовица на граф Ото VIII фон Ваймар-Орламюнде († 1334), дъщеря на бургграф Фридрих IV фон Нюрнберг († 1332) и принцеса Маргарета от Каринтия († 1348). Те имат един син:
- Хайнрих XV († 1402), граф на Шварцбург-Лойтенберг (1362 – 1402), женен за Анна фон Плауен (Ройс)